# Affe (Wappentier)

Affen im Oberwappen einer Adelsfamilie

Der Affe ist als exotisches Tier in der Heraldik in Europa erst spät in die Wappen gekommen. 

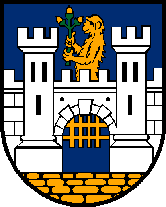
Affe im Schild von Offenhausen (Oberösterreich)

Im Mittelalter lässt er sich, wie die anderen Exoten Kamel und Elefant, in wenigen Wappen nachweisen. Die Bekanntheit nahm mit den Entdeckungsreisen zu. Dem Wappentier wird List und Geselligkeit nachgesagt. In anderen Kulturen wird ihm göttliche Eigenschaft unterstellt.
Dargestellt wird aus der großen Gruppe der Affen sehr häufig die Meerkatze. Als Wappentier ist der Affe eine gemeine Figur und die Darstellung beschränkt sich auf heraldisch rechts sehend und sitzend auf einer Unterlage mit erhobenen langen Schwanz. In der Hand hält er einen Spiegel oder auch eine Frucht, meistens einen Apfel. Um den Hals wird dem Affen ein Halsband mit Kette zur Fluchtverhinderung gelegt. 
Bekannt sind auch Affenköpfe en face gestellt, das heißt den Betrachter ansehend. Auf adligen Familienwappen ist der Affe bzw. die Meerkatze zu finden.
Der aus dem 16. Jahrhundert bekannte Affenhelm wies eine große Ähnlichkeit mit dem Affenkopf auf.
Das starke Visier des Spangenhelmes führte zur Namensgebung.